# Prestonia riedelii
Prestonia riedelii är en oleanderväxtart som först beskrevs av Müll. Arg., och fick sitt nu gällande namn av Markgraf. Prestonia riedelii ingår i släktet Prestonia och familjen oleanderväxter. Inga underarter finns listade i Catalogue of Life.